# Laura (cantante)
Laura, pseudonimo di Giuseppina Pipitone (Palermo, 21 gennaio 1958), è una cantante italiana.

## Biografia
Dotata di una voce potente ed intonata, nel 1973 prese parte al Festival di Castrocaro, manifestazione riservata alle "voci nuove", a seguito del quale ottiene un contratto con la Picci, etichetta di proprietà del paroliere Giuseppe Cassia, per cui incide i primi 45 giri.
Passa poi alla North, etichetta del gruppo Ri-Fi.
La sua esperienza più importante è legata alla partecipazione al Festival di Sanremo 1975 con il  brano E poi e poi, che si classificò al quarto posto ottenendo un discreto successo di critica ed in termine di vendite.
Laura incise diversi 45 giri per la City, alcuni dei quali di discreto successo (ad esempio il brano Mare verde, mare blu), fino alla fine degli anni settanta.

## Discografia parziale

### Album
- 1981 - Laura (City, C 1038)

### Singoli
- 1973: Una farfalla non strappa il fiore/Non ci sarà poeta (Picci, LG 3021)
- 1973: Dimmi che ci sei/Non ci sarà poeta (Picci, LG 3027)
- 1975: E poi e poi/Ma va un po' all'inferno (North, FPF-NP 21002)
- 1976: Bambino/Rimani (City, C 6352)
- 1977: Un giorno/Mare verde, mare blu (City, C 6372)
- 1978: Trip/Arroganza (City, C 6401)